# Підгірна вулиця (Мелітополь)
Підгірна вулиця — вулиця в Мелітополі. Починається від 2-го провулка Олександра Довженка, йде паралельно вулиці Пушкіна і закінчується на околиці міста. Забудована приватними будинками.

## Назва
Назва вулиці пов'язана з тим, що вона проходить паралельно схилу гори на крутому правому березі річки Молочної. Поруч також є Підгірний провулок.

## Історія
Перша відома згадка вулиці відноситься до 17 січня 1939 року.